# Île du château de Sidi Saadoun
L'île du château de Sidi Saadoun est une île inhabitée de la mer Méditerranée à Tamalous en Algérie.

## Description
L'île du château de Sidi Saadoun est située à environ 1 km du continent, au nord de la ville de Tamalous.
L'île à une superficie d'environ 2,55 hectares.